# J. Edgar – Az FBI embere
A J. Edgar – Az FBI embere (J. Edgar) 2011-es amerikai életrajzi filmdráma, melynek rendezője, producere és zeneszerzője Clint Eastwood. A forgatókönyvet Dustin Lance Black írta.
A filmben Leonardo DiCaprio alakítja a címszereplőt, John Edgar Hoover FBI-igazgatót. A film további főszereplője Armie Hammer, Naomi Watts, Josh Lucas és Judi Dench. Adam Driver színész ezzel a filmmel debütált.

## Cselekmény
A film J. Edgar Hoover, az FBI hírhedt igazgatójának életét dolgozza fel a kezdetektől idős koráig.

## Szereplők
| Szerep                          | Színész           | Magyar hang    |
| ------------------------------- | ----------------- | -------------- |
| J. Edgar Hoover                 | Leonardo DiCaprio | Hevér Gábor    |
| Clyde Tolson                    | Armie Hammer      | Széles Tamás   |
| Helen Gandy                     | Naomi Watts       | Ruttkay Laura  |
| Charles Lindbergh               | Josh Lucas        | Kőszegi Ákos   |
| Anna Marie Hoover, Hoover anyja | Judi Dench        | Szabó Éva      |
| Bruno Richard Hauptmann         | Damon Herriman    | Zöld Csaba     |
| Robert F. Kennedy               | Jeffrey Donovan   | Gáspár András  |
| Smith ügynök, Hoover biográfusa | Ed Westwick       | Dévai Balázs   |
| John Condon                     | Zach Grenier      | Forgács Gábor  |
| Harlan F. Stone főügyész        | Ken Howard        | Koroknay Géza  |
| Arthur Koehler                  | Stephen Root      | Bácskai János  |
| Albert S. Osborn                | Denis O'Hare      | Fazekas István |
| Alexander Mitchell Palmer       | Geoff Pierson     | Rosta Sándor   |
| Owens ügynök                    | Ary Katz          | Varga Gábor    |
| Nixon Aide                      | Mark Thomason     | Barbinek Péter |
| Stokes ügynök                   | Josh Stamberg     | Galambos Péter |